# Gran Premio motociclistico di Germania 1987
Il Gran Premio motociclistico di Germania si disputò il 17 maggio 1987 e fu il terzo appuntamento del motomondiale.
Nell'alternanza dei circuiti utilizzati, quest'anno si svolse sull'Hockenheimring e corsero tutte le classi in singolo, oltre ai sidecar.
Le vittorie furono di Eddie Lawson in classe 500, Anton Mang in classe 250, Fausto Gresini in classe 125, Gerhard Waibel in classe 80 mentre tra i sidecar si impose l'equipaggio Steve Webster/Tony Hewitt.

## Classe 500
Primo successo della stagione per il campione mondiale in carica, lo statunitense Eddie Lawson, che ha preceduto il connazionale Randy Mamola e il britannico Ron Haslam.
Dato che il precedente capoclassifica, l'australiano Wayne Gardner è giunto solo al decimo posto, la nuova classifica provvisoria vede in testa Mamola con 4 punti su Gardner e 5 su Lawson.
Presente alle prove libere, lo statunitense Freddie Spencer è incorso in un infortunio al ginocchio a causa di una caduta e non riesce a prendere parte alle prove ufficiali e alla gara.

### Arrivati al traguardo
| Pos. | Pilota              | Moto      | Tempo    | Griglia | Punti |
| ---- | ------------------- | --------- | -------- | ------- | ----- |
| 1    | Eddie Lawson        | Yamaha    | 40.21.64 | 3       | 15    |
| 2    | Randy Mamola        | Yamaha    | 40.34.99 | 8       | 12    |
| 3    | Ron Haslam          | Elf-Honda | 40.35.54 | 5       | 10    |
| 4    | Tadahiko Taira      | Yamaha    | 40.42.23 | 11      | 8     |
| 5    | Robert McElnea      | Yamaha    | 40.50.78 | 6       | 6     |
| 6    | Pierfrancesco Chili | Honda     | 41.07.43 | 9       | 5     |
| 7    | Niall Mackenzie     | Honda     | 41.07.73 | 7       | 4     |
| 8    | Roger Burnett       | Honda     | 41.16.40 | 13      | 3     |
| 9    | Gustav Reiner       | Honda     | 41.16.86 | 12      | 2     |
| 10   | Wayne Gardner       | Honda     | 41.37.86 | 1       | 1     |
| 11   | Bruno Kneubühler    | Honda     | 41.43.92 | 19      |       |
| 12   | Didier de Radiguès  | Cagiva    | 41.44.90 | 18      |       |
| 13   | Richard Scott       | Honda     | 41.57.61 | 24      |       |
| 14   | Fabio Biliotti      | Honda     | 41.58.00 | 14      |       |
| 15   | Donnie McLeod       | Suzuki    | 42.06.52 | 16      |       |
| 16   | Fabio Barchitta     | Honda     | 1 giro   | 28      |       |
| 17   | Ari Rämö            | Honda     | 1 giro   | 27      |       |
| 18   | Marco Papa          | Honda     | 1 giro   | 17      |       |
| 19   | Daniel Amatriaín    | Honda     | 1 giro   | 35      |       |
| 20   | Simon Buckmaster    | Honda     | 1 giro   | 32      |       |
| 21   | Gerold Fisher       | Honda     | 1 giro   | 31      |       |
| 22   | Maarten Duyzers     | Honda     | 1 giro   | 30      |       |
| 23   | Steve Manley        | Suzuki    | 1 giro   | 36      |       |
| 24   | Georg Jung          | Honda     | 1 giro   | 34      |       |
| 25   | Helmut Schütz       | Yamaha    | 1 giro   | 33      |       |

### Ritirati
| Pilota            | Moto   | Motivo | Griglia |
| ----------------- | ------ | ------ | ------- |
| Manfred Fischer   | Honda  |        | 21      |
| Marco Gentile     | Fior   |        | 22      |
| Silvo Habat       | Honda  |        | 29      |
| Kenny Irons       | Suzuki |        | 20      |
| Esko Kuparinen    | Honda  |        | 37      |
| Thierry Rapicault | Fior   |        | 23      |
| Raymond Roche     | Cagiva |        | 10      |
| Michael Rudroff   | Honda  |        | 38      |
| Christian Sarron  | Yamaha |        | 2       |
| Shungi Yatsushiro | Honda  |        | 4       |

### Non partiti
| Pilota            | Moto  | Motivo | Griglia |
| ----------------- | ----- | ------ | ------- |
| Mike Baldwin      | Honda |        | 15      |
| Alessandro Valesi | Honda |        | 25      |
| Karl Truchsess    | Honda |        | 26      |

### Non qualificati
| Pilota                | Moto   |
| --------------------- | ------ |
| Josef Doppler         | Honda  |
| Peter Schleef         | Yamaha |
| Louis-Luc Maisto      | Honda  |
| Wolfgang von Muralt   | Suzuki |
| Rolf Aljes            | Suzuki |
| Hans Klingebiel       | Suzuki |
| Christopher Bürki     | Honda  |
| Gerhard Vogt          | Suzuki |
| Hennie Boerman        | Honda  |
| Pavol Dekanek         | Suzuki |
| Tony Carey            | Suzuki |
| Andreas Leuthe        | Honda  |
| Larry Moreno Vacondio | Suzuki |
| Bohumil Stasa         | Honda  |

## Classe 250
Ritorno alla vittoria in un Gran Premio per il pluriiridato tedesco Anton Mang che mancava dal gradino più alto del podio da più di un anno; ha preceduto lo svizzero Jacques Cornu e il connazionale Reinhold Roth.
Nella classifica provvisoria Roth resta però in testa, davanti ad un altro tedesco, Martin Wimmer.

### Arrivati al traguardo
| Pos. | Pilota               | Moto    | Tempo    | Griglia | Punti |
| ---- | -------------------- | ------- | -------- | ------- | ----- |
| 1    | Anton Mang           | Honda   | 36.05.60 | 2       | 15    |
| 2    | Jacques Cornu        | Honda   | 36.14.09 | 3       | 12    |
| 3    | Reinhold Roth        | Honda   | 36.14.74 | 1       | 10    |
| 4    | Carlos Cardús        | Honda   | 36.14.87 | 10      | 8     |
| 5    | Luca Cadalora        | Yamaha  | 36.15.21 | 8       | 6     |
| 6    | Carlos Lavado        | Yamaha  | 36.15.35 | 4       | 5     |
| 7    | Sito Pons            | Honda   | 36.15.91 | 16      | 4     |
| 8    | Juan Garriga         | Yamaha  | 36.30.25 | 7       | 3     |
| 9    | Patrick Igoa         | Yamaha  | 36.55.63 | 13      | 2     |
| 10   | Maurizio Vitali      | Garelli | 37.11.16 | 12      | 1     |
| 11   | Hans Lindner         | Honda   | 37.12.39 | 37      |       |
| 12   | Stéphane Mertens     | Honda   | 37.12.91 | 30      |       |
| 13   | Andreas Preining     | Rotax   | 37.13.35 | 28      |       |
| 14   | Helmut Bradl         | Honda   | 37.13.69 | 15      |       |
| 15   | Jean-François Baldé  | Honda   | 37.24.94 | 35      |       |
| 16   | Englebert Neumair    | Rotax   | 37.26.27 | 31      |       |
| 17   | Konrad Hefele        | Honda   | 37.28.91 | 38      |       |
| 18   | Jean Foray           | Yamaha  | 37.29.43 | 27      |       |
| 19   | René Delaby          | Yamaha  | 27.29.72 | 25      |       |
| 20   | Bruno Bonhuil        | Honda   | 37.33.92 | 33      |       |
| 21   | Josef Hutter         | Honda   | 37.34.78 | 18      |       |
| 22   | Jean-Michel Mattioli | Yamaha  | 37.38.33 | 26      |       |
| 23   | Harald Eckl          | Honda   | 37.39.09 | 19      |       |
| 24   | Jean-Philippe Ruggia | Yamaha  | 37.47.99 | 21      |       |
| 25   | Alberto Rota         | Honda   | 37.48.24 | 32      |       |

### Ritirati
| Pilota                 | Moto    | Motivo | Griglia |
| ---------------------- | ------- | ------ | ------- |
| Guy Bertin             | Honda   |        | 23      |
| Javier Cardelús        | Honda   |        | 34      |
| Gary Cowan             | Honda   |        | 20      |
| Ezio Gianola           | Honda   |        | 36      |
| Jean-Louis Guignabodet | Honda   |        | 29      |
| Hermann Holder         | Rotax   |        | 24      |
| Stefan Klabacher       | Rotax   |        | 17      |
| Donnie McLeod          | Honda   |        | 22      |
| Loris Reggiani         | Aprilia |        | 5       |
| Dominique Sarron       | Honda   |        | 6       |
| Jochen Schmid          | Yamaha  |        | 14      |

### Non partiti
| Pilota         | Moto   | Motivo | Griglia |
| -------------- | ------ | ------ | ------- |
| Martin Wimmer  | Yamaha |        | 9       |
| Manfred Herweh | Honda  |        | 11      |

### Non qualificati
| Pilota              | Moto      |
| ------------------- | --------- |
| Bernard Haenggeli   | Yamaha    |
| Alain Bronec        | Honda     |
| Rainer Gerwin       | Bakker    |
| Herbert Besendörfer | Honda     |
| Urz Luzi            | Honda     |
| Stefano Caracchi    | Honda     |
| Frank Wagner        | Honda     |
| Massimo Matteoni    | Honda     |
| Nigel Bosworth      | Yamaha    |
| Herbert Hauf        | Honda     |
| Reinhard Strack     | Honda     |
| Nedy Crotta         | Armstrong |
| Hervé Duffard       | Honda     |
| Fausto Ricci        | Honda     |
| Kevin Mitchell      | Yamaha    |
| Siegfried Minich    | Honda     |
| Iván Palazzese      | Yamaha    |
| Rüdi Gächter        | Honda     |
| Roland Busch        | Honda     |
| Robin Appleyard     | Honda     |
| Tony Rogers         | Yamaha    |

## Classe 125
Seconda vittoria in due gare disputate per l'italiano Fausto Gresini che in questa occasione ha preceduto l'austriaco August Auinger e l'altro italiano Bruno Casanova. La classifica generale è capeggiata da Gresini a punteggio pieno.

### Arrivati al traguardo
| Pos. | Pilota                 | Moto     | Tempo    | Griglia | Punti |
| ---- | ---------------------- | -------- | -------- | ------- | ----- |
| 1    | Fausto Gresini         | Garelli  | 33.40.31 | 1       | 15    |
| 2    | August Auinger         | MBA      | 33.44.21 | 2       | 12    |
| 3    | Bruno Casanova         | Garelli  | 33.45.32 | 4       | 10    |
| 4    | Pier Paolo Bianchi     | MBA      | 33.58.49 | 3       | 8     |
| 5    | Domenico Brigaglia     | Moto AGV | 34.13.10 | 5       | 6     |
| 6    | Andrés Sánchez         | Ducados  | 34.15.73 | 7       | 5     |
| 7    | Thierry Feuz           | MBA      | 34.39.24 | 6       | 4     |
| 8    | Jussi Hautaniemi       | MBA      | 34.40.18 | 31      | 3     |
| 9    | Adi Stadler            | MBA      | 34.43.98 | 19      | 2     |
| 10   | Lucio Pietroniro       | MBA      | 34.44.31 | 14      | 1     |
| 11   | Mike Leitner           | MBA      | 34.44.44 | 15      |       |
| 12   | Willy Pérez            | Zanella  | 34.51.70 | 10      |       |
| 13   | Johnny Wickström       | Tunturi  | 34.52.32 | 11      |       |
| 14   | Paul Bordes            | MBA      | 34.53.19 | 20      |       |
| 15   | Olivier Liégeois       | Assmex   | 34.53.52 | 9       |       |
| 16   | Ivan Troisi            | MBA      | 35.10.94 | 21      |       |
| 17   | Norbert Peschke        | Seel     | 35.16.68 | 8       |       |
| 18   | Peter Sommer           | MBA      | 35.23.92 | 16      |       |
| 19   | Håkan Olsson           | Starol   | 35.35.60 | 25      |       |
| 20   | Ton Spek               | MBA      | 35.35.61 | 30      |       |
| 21   | Robin Milton           | MBA      | 35.35.90 | 29      |       |
| 22   | Robert Zwidl           | MBA      | 36.01.49 | 36      |       |
| 23   | Fernando Gonzales      | Cobas    | 36.02.87 | 23      |       |
| 24   | Thomas Møller-Pedersen | MBA      | 1 giro   | 32      |       |
| 25   | Robin Appleyard        | MBA      | 1 giro   | 27      |       |
| 26   | Ezio Gianola           | Honda    | 2 giri   | 12      |       |

### Ritirati
| Pilota               | Moto    | Motivo | Griglia |
| -------------------- | ------- | ------ | ------- |
| Hubert Abold         | Honda   |        | 33      |
| Christian Le Badezet | MBA     |        | 24      |
| Peter Balaz          | MBA     |        | 28      |
| Karl Dauer           | MBA     |        | 22      |
| Dirk Hafeneger       | MBA     |        | 34      |
| Bady Hassaine        | MBA     |        | 35      |
| Esa Kytölä           | MBA     |        | 26      |
| Jarno Piepponen      | MBA     |        | 37      |
| Jean-Claude Selini   | MBA     |        | 18      |
| Alfred Waibel        | Special |        | 17      |

### Non partito
| Pilota       | Moto     | Motivo | Griglia |
| ------------ | -------- | ------ | ------- |
| Paolo Casoli | Moto AGV |        | 13      |

### Non qualificati
| Pilota            | Moto      |
| ----------------- | --------- |
| Janez Pintar      | Eberhardt |
| Gastone Grassetti | MBA       |
| Jacques Hutteau   | MBA       |
| Erich Zürn        | MBA       |
| Wilco Zeelenberg  | Casal     |
| Claudio Macciotta | MBA       |
| Ernst Himmelsbach | MBA       |
| Jan Eggens        | MBA       |
| Ian McConnachie   | MBA       |
| Wilhelm Lücke     | MBA       |
| Helmut Hovenga    | Seel      |
| Allan Scott       | EMC       |
| Heinz Litz        | MBA       |
| José Grau         | MBA       |
| Steve Mason       | MBA       |
| Klaus Huber       | MBA       |
| Gary Dickinson    | MBA       |
| Robert Hmeljak    | MBA       |
| Manuel Hernández  | Benetti   |
| Manfred Braun     | MBA       |
| Uwe Mahl          | Rimotu    |

## Classe 80
Partito anche dalla pole position, successo per il pilota tedesco Gerhard Waibel, davanti allo spagnolo Jorge Martínez e allo svizzero Stefan Dörflinger. Martinéz comanda la classifica provvisoria davanti a Waibel.

### Arrivati al traguardo
| Pos. | Pilota             | Moto      | Tempo    | Griglia | Punti |
| ---- | ------------------ | --------- | -------- | ------- | ----- |
| 1    | Gerhard Waibel     | Krauser   | 28.08.32 | 1       | 15    |
| 2    | Jorge Martínez     | Derbi     | 28.08.55 | 3       | 12    |
| 3    | Stefan Dörflinger  | Krauser   | 28.08.87 | 2       | 10    |
| 4    | Ian McConnachie    | Krauser   | 28.51.70 | 4       | 8     |
| 5    | Manuel Herreros    | Derbi     | 29.06.33 | 5       | 6     |
| 6    | Jörg Seel          | Seel      | 29.06.48 | 16      | 5     |
| 7    | Heinz Paschen      | Casal     | 29.06.96 | 17      | 4     |
| 8    | Günter Schirnhofer | Krauser   | 29.07.22 | 14      | 3     |
| 9    | Michael Schwander  | Seel      | 29.07.48 | 18      | 2     |
| 10   | Ralf Waldmann      | ERK       | 29.12.93 | 9       | 1     |
| 11   | Alex Barros        | Arbizu    | 29.19.35 | 15      |       |
| 12   | Luis Miguel Reyes  | Autisa    | 29.19.89 | 6       |       |
| 13   | Hubert Abold       | Krauser   | 29.21.39 | 12      |       |
| 14   | Paolo Priori       | Krauser   | 29.23.26 | 10      |       |
| 15   | Bert Smit          | Minarelli | 29.42.80 | 27      |       |
| 16   | Juan Ramón Bolart  | Krauser   | 29.42.95 | 13      |       |
| 17   | René Dünki         | Krauser   | 30.11.84 | 30      |       |
| 18   | Wilco Zeelenberg   | Casal     | 30.12.48 | 29      |       |
| 19   | Jos van Dongen     | Krauser   | 30.12.87 | 36      |       |
| 20   | Alojz Pavlič       | Seel      | 30.38.16 | 26      |       |
| 21   | Karoly Juhasz      | Krauser   | 1 giro   | 7       |       |
| 22   | Serge Julin        | Casal     | 1 giro   | 31      |       |

### Ritirati
| Pilota             | Moto      | Motivo | Griglia |
| ------------------ | --------- | ------ | ------- |
| Richard Bay        | Ziegler   |        | 24      |
| Paul Bordes        | RB        |        | 33      |
| Thomas Engl        | Deizisau  |        | 19      |
| Josef Fischer      | Krauser   |        | 8       |
| Rainer Kunz        | Kroko     |        | 22      |
| Raimo Lipponen     | Krauser   |        | 21      |
| Salvatore Milano   | Krauser   |        | 23      |
| Peter Öttl         | Krauser   |        | 35      |
| Janez Pintar       | Eberhardt |        | 28      |
| Stefan Prein       | Casal     |        | 25      |
| Felix Rodríguez    | JJ Cobas  |        | 37      |
| Reiner Scheidhauer | Seel      |        | 11      |
| Herri Torrontegui  | JJ Cobas  |        | 32      |

### Non partiti
| Pilota           | Moto    | Motivo | Griglia |
| ---------------- | ------- | ------ | ------- |
| Theo Timmer      | JVM     |        | 20      |
| Matthias Ehinger | Krauser |        | 34      |

### Non qualificati
| Pilota            | Moto    |
| ----------------- | ------- |
| Hans Koopman      | Ziegler |
| Reiner Koster     | Kroko   |
| Stuart Edwards    | Casal   |
| Hagen Klein       | Hess    |
| Stefan Brägger    | Casal   |
| Jacques Bernard   | Huvo    |
| Roland Busch      | Keifer  |
| Chris Baert       | Seel    |
| Michael Knipp     | Casal   |
| Petra Gschwander  | Casal   |
| Olivier Friedrich | Ziegler |
| Terho Kauhanen    | Casal   |
| Erich Reuberger   | Hummel  |

## Classe sidecar
Seconda vittoria in due gare per l'equipaggio britannico Steve Webster-Tony Hewitt, che precede di misura Egbert Streuer-Bernard Schnieders; terzo posto per Alain Michel-Jean-Marc Fresc. Gli ex-campioni del mondo Rolf Biland-Kurt Waltisperg non si qualificano neppure, a causa di problemi al motore.
Durante le prove si registra l'infortunio di Martin Zurbrügg, passeggero del fratello Alfred, che trova un sostituto nel tedesco Andreas Räcke; i due non riusciranno comunque a completare la gara.
In classifica Webster è a punteggio pieno a 30, davanti a Michel a 22 e a Streuer e Abbott a 12. 

### Arrivati al traguardo (posizioni a punti)[7]
| Pos | Pilota             | Passeggero         | Moto           | Tempo    | Punti |
| --- | ------------------ | ------------------ | -------------- | -------- | ----- |
| 1   | Steve Webster      | Tony Hewitt        | LCR-Krauser    | 31'56"10 | 15    |
| 2   | Egbert Streuer     | Bernard Schnieders | LCR-Yamaha     | 31'57"02 | 12    |
| 3   | Alain Michel       | Jean-Marc Fresc    | LCR-Krauser    | 32'19"16 | 10    |
| 4   | Theo van Kempen    | Geral de Haas      | LCR-Yamaha     | 32'54"37 | 8     |
| 5   | Steve Abbott       | Shaun Smith        | Windle-Yamaha  | 32'54"77 | 6     |
| 6   | René Progin        | Yvan Hunziker      | Seymaz-Krauser | 33'24"68 | 5     |
| 7   | Masato Kumano      | Markus Fährni      | LCR-Yamaha     | 33'28"47 | 4     |
| 8   | Pascal Larratte    | Jacques Corbier    | LCR-Yamaha     | 33'38"12 | 3     |
| 9   | Yoshisada Kumagaya | Brian Barlow       | Windle-Yamaha  | 33'42"88 | 2     |
| 10  | Fritz Stölzle      | Hubert Stölzle     | LCR-Yamaha     | 33'45"63 | 1     |